# 钓鱼式恶作剧

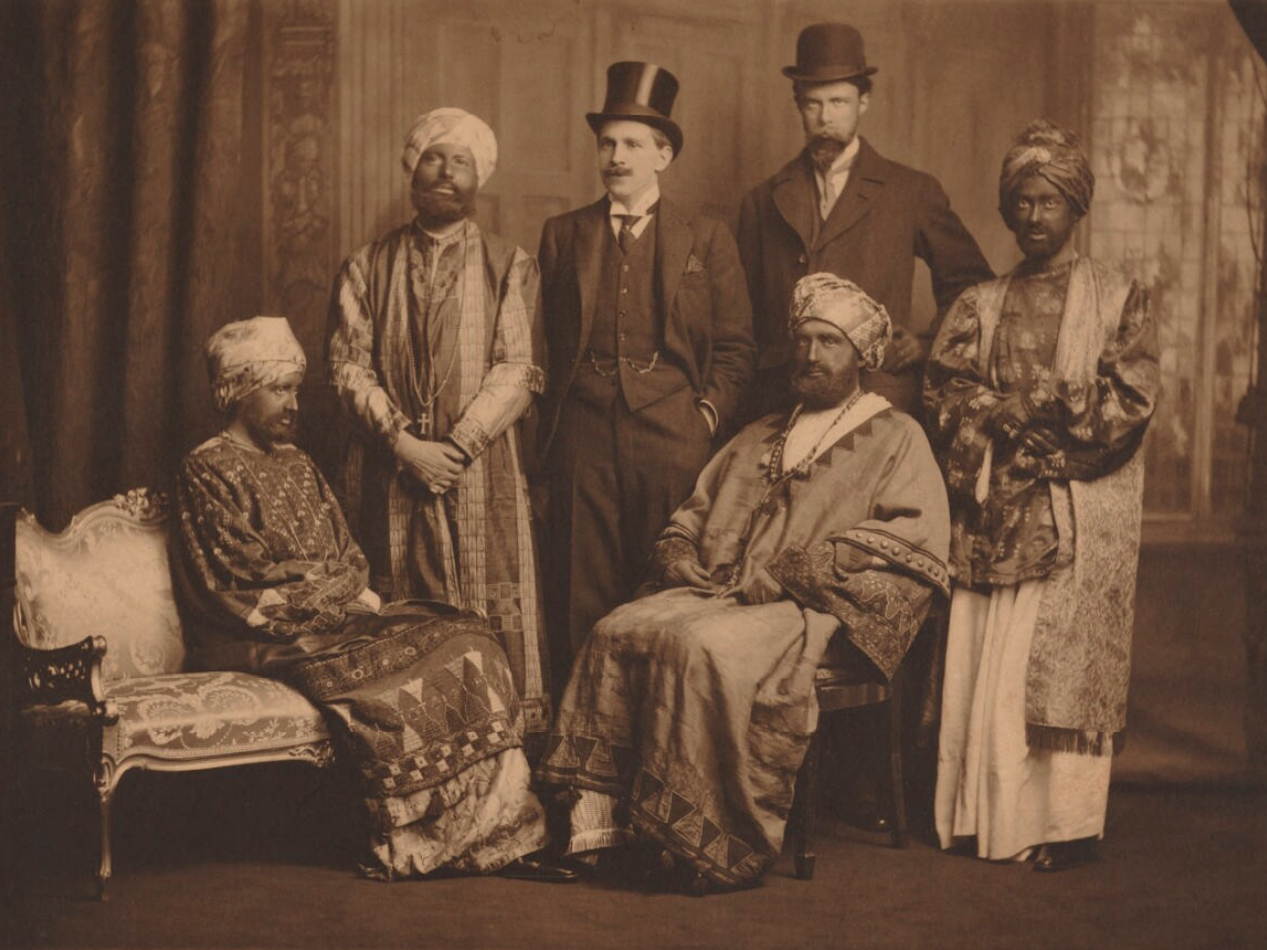
身着阿比西尼亚王室服装的无畏号战列舰恶作剧参与者，最左边蓄有胡须的人是女作家弗吉尼亚·吴尔夫

钓鱼式恶作剧（hoax）是指一种得到广泛宣传、设计十分巧妙的骗局，旨在诱使社会中有不同身份尽可能多的人不加思索地接受，从而愚弄受骗者，迫使他们因未能识破该骗局而付出高昂的社会代价。欺诈、伪造和一般骗局的设计者可以预见到他们的骗局会受到相关领域中最严格的检查，而钓鱼式恶作剧的设计者则相信他们的所作所为不会受到任何检查。这是因为他们的做法与受骗者对现实的基本看法相符，受骗者会默认骗局是真实且重要的却不加质疑也不会要求提供证据。一些钓鱼式恶作剧的设计者最终会揭露他们行为实际上是骗局，以凸显受骗者的愚蠢；有些人则希望牟利，而其他人则希望永远维持骗局。只有后来有人调查相关骗局并公布他们的调查结果，这些骗局才会被戳穿。

## 历史
张应俞的《骗经》（1617年）出版于明朝后期，据说是中国第一部关于欺诈、诈骗、骗局和其他形式欺骗的故事集。 
尽管恶作剧可能已经存在了数千年，但西方历史上最早记录在案的恶作剧之一是 1661 年的特德沃斯的鼓手。.  骗局的传播方式几乎与虚构故事的传播方式一样：当面传播、通过口口相传、通过印在纸上的文字等等。随着通信技术的发展，骗局的传播速度也在加快：一个关于鬼鼓手的谣言通过口口相传，起初影响的范围相对较小，然后逐渐扩大。 不过，骗局也可以通过连锁信传播，随着邮寄信件的成本降低，这种方式变得更加容易。15世纪印刷机的发明降低了大量生产书籍和小册子的成本，19世纪的轮转印刷机进一步降低了价格（见黄色新闻）。20 世纪，骗局以超市小报的形式进入大众市场，到了21世纪，出现了假新闻网站，通过社交网络网站传播骗局（此外还使用电子邮件来传播现代连锁信）。

## 词源
英国语言学家罗伯特·纳雷斯（1753-1829年）说，“hoax”（骗局）一词是在18世纪晚期创造的，是动词"hocus"的缩写，意思是"欺骗"、"强加于人"。 或（根据梅里亚姆-韦伯斯特）"经常用下药的酒迷惑人"。 Hocus是魔法]咒语'hocus pocus'的简称，其起源存在争议。 

## 定义

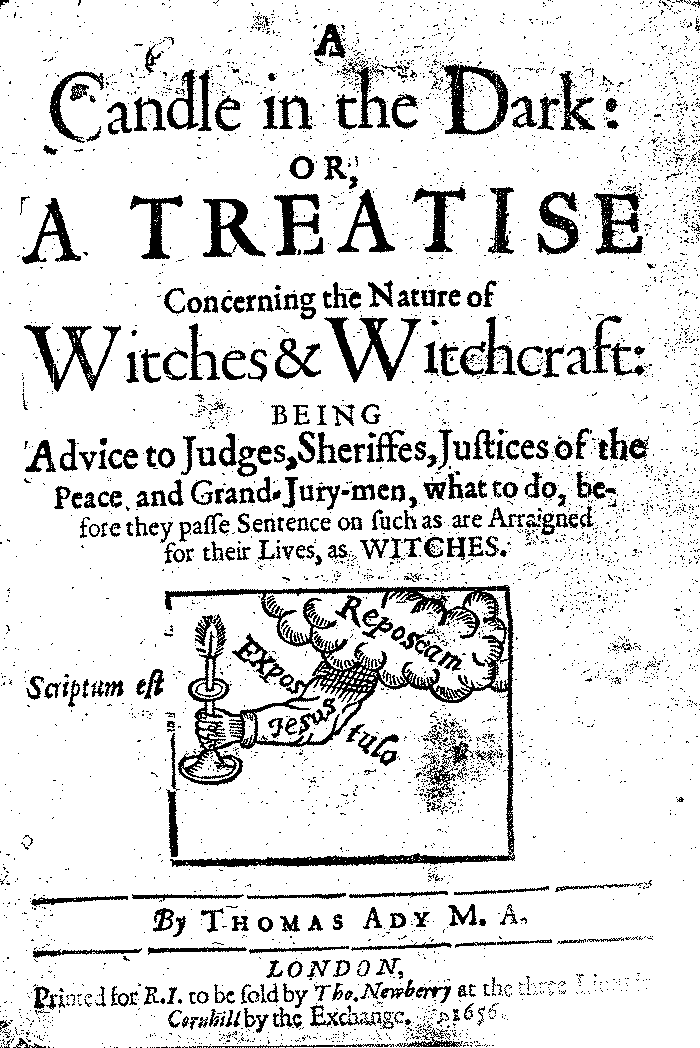
托馬斯·阿迪斯于1656年出版的《黑暗中的烛光……》中最早提及“呼口斯·波口斯”，为“骗局”一词的起源。

罗伯特·纳雷斯将“骗局”一词定义为“欺骗”，其使用可追溯至托馬斯·阿迪斯1656年出版的《黑暗中的烛光，或论巫术本质的论文》。
该术语有时也被用于描述都市传说和谣言，但民俗學家简·哈罗德·布伦万德指出，这类传言大多是善意传播，缺乏蓄意编造的证据，因此“骗局”一词应仅适用于有明确欺骗意图的情况。
至于恶作剧或玩笑等相关术语，布伦万德认为尽管它们之间有重叠，“骗局”更多指“复杂而大规模的伪造”，涉及的欺骗行为超越玩乐性质，往往给受害者带来实际损失。
根据內華達大學雷諾分校的琳达·沃尔什教授说法，一些骗局（如1814年的伦敦证券交易所骗局）具有金融性质，而如P·T·巴纳姆等成功造假者也因此获得金钱或声誉，其斐濟美人魚即为一例。因此，“骗局”与“欺詐”之间的界限并不明确。
骗局博物馆创建者亚历克斯·博斯（Alex Boese）指出，二者的唯一区别是公众反应：若一种获利方式引发了大众关注或想象力，就可被称为“骗局”。
最早的媒体骗局之一是乔纳森·斯威夫特于1708年使用艾萨克·比克斯塔夫笔名出版的伪造年鉴。他在其中预言约翰·帕特里奇之死，并于预言日期发表挽诗。帕特里奇名誉受损，其年鉴暂停出版六年。
某些骗局可通过措辞或语境误导，即使所用陈述本身属实，例如一氧化二氢骗局。政治性骗局常为贬低政敌或政治机构，尤其在选举前尤为常见。
“骗局”与魔术或虚构作品（如小说、电影、戏剧等）不同，后者观众知晓其为表演；而骗局的欺骗对象并不知情。
骗局常出于娱乐、羞辱或引发社会政治关注，也可能作为营销手段。例如，为宣传一部浪漫喜剧电影，导演设计一场伪造婚礼事故：“伴郎”意外将新娘与牧师推入泳池。该片段《克洛伊和基思的婚礼》在YouTube上播放量超三千万，主演登上多个访谈节目。人们最初相信视频为真实事故，直到2009年《今日美国》揭示这是导演策划的骗局。

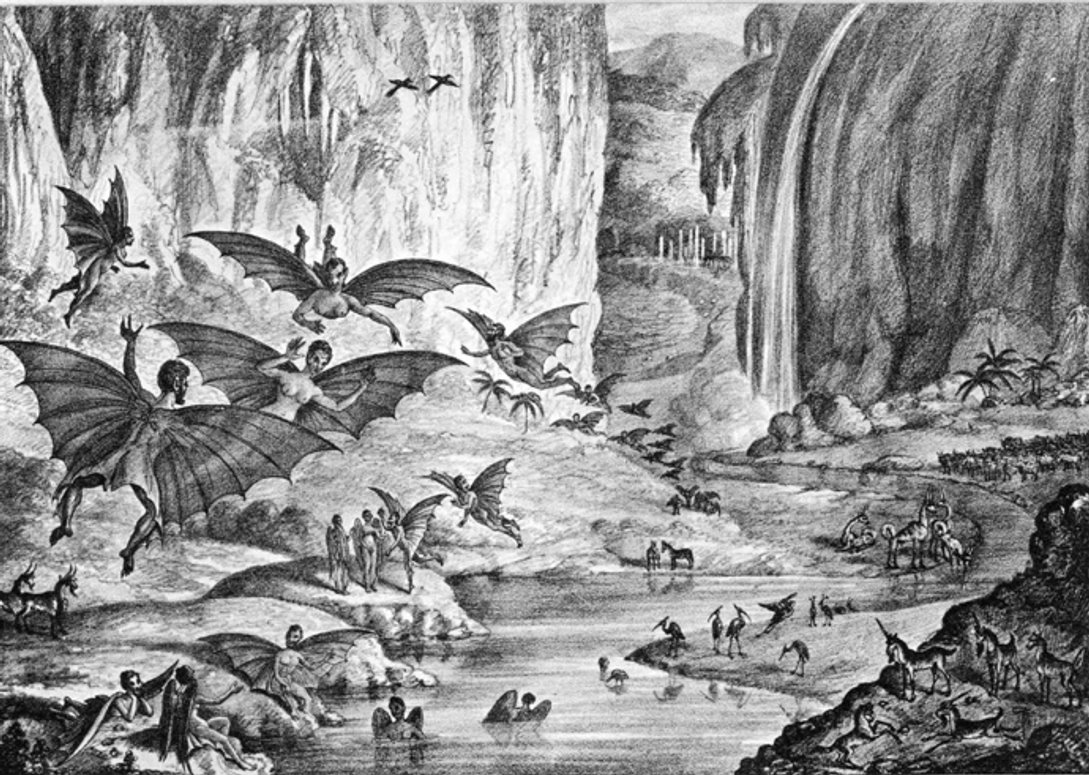
1835年《纽约太阳报》发表的月球骗局

政府有时通过黑色宣传传播虚假信息以实现政治目的，例如发动战争。此类信息常与信息审查或误导并存，以制造特定舆论。
政治相关骗局实例：
- 比利时为弗拉芒语区与法语区构成国家。2006年，法语电视台RTBF播出比利时分裂骗局报道，声称国家已分裂，王室逃亡。
- 2010年3月13日，格鲁吉亚电视台Imedi播出2010年俄罗斯入侵格鲁吉亚骗局，引发恐慌。[14]

心理学家彼得·汉德克归纳出成功骗局的六个步骤：
- 确定受众群体，例如因虔诚、爱国或贪婪而更容易上当的人；
- 确定能激发他们梦想的议题；
- 设计一个吸引人但细节模糊的故事；
- 使“骗局”被“意外发现”；
- 寻找至少一位支持者推广该骗局；
- 激起公众情绪，无论是正面还是负面——故事的不确定性将引发讨论与争议。

## 类型

显示错误信息、虚假信息和骗局之间区别的图表，为维基媒体研究（2015 年）制作

随着时间的推移，骗局的产生、传播和巩固过程千差万别。 这方面的例子包括：
- 学术骗局：
  - 索卡尔事件
  - 申诉研究
- 艺术界的骗局：
  - 1929年7月，"布鲁诺-哈特 "艺术骗局在伦敦上演，其中包括举办一场令人信服的公开画展，展出一位假想的隐居艺术家布鲁诺-哈特的画作。正如第二天报纸所报道的那样，所有犯罪者都受过良好的教育，并不打算进行诈骗。涉案人员包括布莱恩·霍华德、伊夫林·沃、布莱恩·吉尼斯、约翰·班廷和汤姆·米特福德。[16]
  - 《纳特·塔特：1928-1960年的美国艺术家：1998年艺术界的骗局》，威廉·博伊德著
  - 虚无主义：一场现代艺术骗局
  - 皮埃爾·布拉索：让艺术评论家欣赏黑猩猩创作的 "现代绘画"
  - 让-弗里曼画廊的广告出现在1970年的“美国艺术”上，但这家画廊及其地址并不存在。后来，《纽约时报》和“今天”等新闻媒体都报道了这是一个行为艺术骗局。
  - 光谱：诗歌实验之书：现代主义诗歌骗局
  - 厄恩·马利，这位脍炙人口却又虚构的澳大利亚诗人
- 起源于骗局的启示性说法会在一种文化或组织的成员中获得广泛的信仰，随着相信这种说法的人善意地向他人重复这种说法而变得根深蒂固，并且在骗局的始作俑者去世或离开后继续获得这种信仰。
- 随着病毒本身开始传播，计算机病毒骗局也变得十分普遍。典型的骗局是通过电子邮件向收件人发出不存在威胁的警告，通常是伪造据称来自微软和IBM等权威机构的引文。在大多数情况下，有效载荷是劝告收件人将信息发送给其通讯录中的每个人。 因此，电子邮件 "警告 "本身就是 "病毒"。 有时，骗局的危害性更大，例如，告诉接收者寻找一个特定文件（通常在微软视窗操作系统中）；如果找到该文件，除非将其删除，否则计算机将被视为受到感染。 实际上，该文件是操作系统正确运行计算机所需的文件。
- 刑事骗局录取，如约翰·塞缪尔·汉伯（John Samuel Humble）案，又名威尔塞德·杰克（Wearside Jack）案。刑事骗局录取的通信声称来自真正的罪犯，从而转移了警方调查的时间和金钱。一旦被抓获，骗局制造者将根据刑法受到指控，如妨碍司法公正和浪费警方时间。
- 小道真相
- 对为合法目的而广泛传播的警告或其他说法进行细微或逐渐增加的改动而形成的骗局
- 曝光骗局是一种半滑稽或私下的緝捕圈套。它通常会怂恿人们采取愚蠢或轻信的行为，相信骗局制造者故意将其说成是现实的专利谎言。一种相关的活动是文化干擾。美国行为艺术家乔伊-斯卡格斯（Joey Skaggs）以精心策划骗局而闻名，这些骗局故意模糊新闻与艺术之间的界限。著名的例子包括"狗的妓院"（1976年），这是一个虚构的犬类妓院，以及 "Portofess"（1992 年），这是一个安装在三轮车上的便携式忏悔室。[17]
- 通过“恐吓策略”实施的骗局，诉诸受众的主观理性信念，即不相信骗局的预期成本（骗局论断为真的成本乘以为真的可能性）大于相信骗局的预期成本（假的成本乘以假的可能性），例如声称电脑上一个非恶意但不熟悉的程序是恶意软件。
- 在愚人节等被认为适合发起骗局的场合实施的骗局
- 詐騙集團
- 社交媒体兴起后，网络骗局变得更加常见。 一些网站被用来在网络上欺骗数百万人[18]
- 古人类学骗局，人类学家被 "皮爾當人的发现 "所迷惑，从1913年到1953年，人们普遍相信这一发现
- 抗议骗局。社会运动成员和其他政治活动家经常利用恶作剧来吸引人们的关注，并打击对手。[19]
- 宗教骗局
- UFO 骗局
- 可能有意欺骗的都市傳說和谣言[8]

## 骗局新闻
虚假新闻（也称假新闻）是指包含不准确或虚假事实的新闻报道，但却被当作真实的新闻报道。 骗局新闻报道传达的是故意误导公众的半真半假的信息。
骗局可能会达到宣传或造谣的目的--利用社交媒体推动网络流量并扩大其影响。 与新闻讽刺不同，假新闻网站试图误导读者，而不是娱乐读者，以获取经济或政治利益。
发布虚假新闻的目的通常是误导性地伤害某个组织、个人或个人，和/或在经济上或政治上获益，有时会利用耸人听闻、欺骗性或纯粹编造的标题来最大限度地扩大读者群。同样，点击率高的报道和文章也能获得广告收入。